# The Vampire Diaries (4.ª temporada)
A quarta temporada da série de televisão The Vampire Diaries foi renovada oficialmente pela The CW em 3 de maio de 2012, sete dias antes do último episódio da terceira temporada. A quarta temporada estreou em 11 de outubro de 2012 e ao contrário das temporadas anteriores, essa temporada foi composta por 23 episódios, em vez dos habituais 22 episódios. O Episódio final estreou em 16 de maio de 2013, intitulado Graduation. A 5ª Temporada voltou em Outubro de 2013.
Todos os personagens regulares da temporada anterior retornaram, com exceção de Matthew Davis, cujo personagem Alaric Saltzman foi anulado devido o ator ter sido escalado para personagem principal do thriller The Cult, mas ele fez uma pequena participação em dois episódios desta temporada.
A temporada focou em Stefan Salvatore e Damon Salvatore adaptando-se a nova vida de Elena Gilbert como uma vampira, a busca da cura do vampirismo e na entrada de um novo vilão imortal durante esse processo.
Em 11 de janeiro de 2013, a CW anunciou um piloto backdoor focado nos vampiros originais intitulado "The Originals", que foi ao ar durante o mês de abril dentro da própria série. A produtora executiva Julie Plec, escreveu o episódio e serviu como showrunne caso o projeto vire série. Joseph Morgan, Claire Holt, Daniel Gillies e Phoebe Tonkin foram confirmados como estrelas do projeto.
Em de 11 de fevereiro de 2013, a CW anunciou que a série havia sido renovada para uma quinta temporada.

## Elenco

### Elenco regular
| Ator              | Personagem                       | Frequência        |
| ----------------- | -------------------------------- | ----------------- |
| Nina Dobrev       | Elena Gilbert / Katherine Pierce | 23 / 10 episódios |
| Paul Wesley       | Stefan Salvatore / Silas         | 23 / 2 episódios  |
| Ian Somerhalder   | Damon Salvatore                  | 23 episódios      |
| Joseph Morgan     | Niklaus Mikaelson                | 19 episódios      |
| Candice Accola    | Caroline Forbes                  | 18 episódios      |
| Kat Graham        | Bonnie Bennett                   | 18 episódios      |
| Zach Roerig       | Matt Donovan                     | 16 episódios      |
| Steven R. McQueen | Jeremy Gilbert                   | 17 episódios      |
| Michael Trevino   | Tyler Lockwood                   | 11 episódios      |

- Michael Trevino interpretou Klaus apenas no primeiro episódio.

### Elenco recorrente
| Ator                 | Personagem        | Frequência   |
| -------------------- | ----------------- | ------------ |
| Claire Holt          | Rebekah Mikaelson | 19 episódios |
| David Alpay          | Atticus Shane     | 12 episódios |
| Grace Phipps         | April Young       | 10 episódios |
| Phoebe Tonkin        | Hayley Marshall   | 8 episódios  |
| Marguerite MacIntyre | Liz Forbes        | 7 episódios  |
| Todd Williams        | Connor Jordan     | 7 episódios  |
| Susan Walters        | Carol Lockwood    | 6 episódios  |
| Rick Wortry          | Rudy Hopkins      | 5 episódios  |
| Nathaniel Buzolic    | Kol Mikaelson     | 5 episódios  |
| Charlie Bewley       | Galen Vaughn      | 5 episódios  |
| Daniel Gillies       | Elijah Mikaelson  | 4 episódios  |
| Alyssa Diaz          | Kimberley         | 4 episódios  |
| Jasmine Guy          | Sheila Bennett    | 4 episódios  |
| Arielle Kebbel       | Alexia Branson    | 4 episódios  |
| Matt Davis           | Alaric Saltzman   | 3 episódios  |
| Torrey DeVitto       | Meredith Fell     | 3 episódios  |
| Paul Talfer          | Alexander         | 3 episódios  |
| Scott Parks          | Silas             | 3 episódios  |

### Atores convidados
| Ator                  | Personagem              | Frequência  |
| --------------------- | ----------------------- | ----------- |
| Camille Guaty         | Caitlin                 | 2 episódios |
| Micah Joe Parker      | Adrian                  | 2 episódios |
| Michael Lee Kimel     | Nate                    | 2 episódios |
| Aaron Jay Rome        | Will                    | 2 episódios |
| Persia White          | Abby Bennett Wilson     | 1 episódio  |
| Erin Beute            | Miranda Sommers Gilbert | 1 episódio  |
| Ser 'Darius Blain     | Chris                   | 1 episódio  |
| Cynthia Robinson      | Aja                     | 1 episódio  |
| Madeline Zima         | Charlotte               | 1 episódio  |
| Daniella Pineda       | Sophie Deveraux         | 1 episódio  |
| Charles Michael Davis | Marcel Gerard           | 1 episódio  |
| Leah Pipes            | Camille O'Connell       | 1 episódio  |

## Sinopse
A Quarta Temporada começa com o conhecimento de que tudo está em transição. Elena enfrenta seu pior pesadelo quando ela acorda depois do acidente e descobre que ela precisa passar pela assustadora transição para se tornar uma vampira ou enfrentar uma morte certa. Stefan e Damon estão mais ainda divergidos em como ajudar Elena a se ajustar com uma vida que ela nunca quis, e todos precisam lidar com o caos que Alaric criou quando ele desmascarou os vampiros e seus aliados ao Conselho de Mystic Falls e aos líderes da igreja local. Apesar de tudo que aconteceu com eles, enquanto Elena e seus amigos chegam à fase final do Ensino Médio antes que a formatura leve cada um para um lugar diferente, eles sentem que a ligação com sua cidade natal, Mystic Falls, se tornou mais profunda quando um novo e misterioso vilão é introduzido.

## Episódios
| Episódio # | Total # | Título (Título em Português)                                       | Dirigido por       | Escrito por                            | Estreia                 | Audiência em milhões (EUA) |
| --- | ------- | ------------------------------------------------------------------ | ------------------ | -------------------------------------- | ----------------------- | -------------------------- |
| 1 | 67      | "Growing Pains (Dores crescentes)"                                 | Chris Grismer      | Caroline Dries                         | 11 de outubro de 2012   | 3.18                       |
| Elena desperta na manhã seguinte após o acidente e descobre que seu pior pesadelo tornou-se verdade – ela morreu com sangue de vampiro no seu organismo e agora deve passar pela terrível transição de se tornar uma vampira… ou encarar uma morte certa. Stefan promete para ela que ele e Bonnie vão tentar exaustivamente tirá-la dessa situação, mas Damon está furioso com o irmão por ele ter deixado-a morrer em primeiro lugar. Bonnie paga o terrível preço por tentar mudar o destino de Elena, enquanto Damon desconta sua frustração em um ataque de fúria contra Matt. Em um dos seus raros momentos de simpatia, Rebekah fica profundamente tocada com a devoção de Elena e Stefan um com o outro. Finalmente, Pastor Young e o Conselho dos Fundadores colocam em ação um plano para acabar com os vampiros e com os seus apoiadores, levando a uma tragédia inesperada. Steven R. McQueen, Candice Accola, Michael Trevino e Joseph Morgan também estrelam. |         |                                                                    |                    |                                        |                         |                            |
| 2 | 68      | "Memorial"                                                         | Rob Hardy          | Jose Molina & Julie Plec               | 18 de outubro de 2012   | 2.91                       |
| Elena tenta lidar com as emoções ampliadas – consequências da transformação em vampira -, e Stefan e Damon quase entram em conflito ao discutirem o que é melhor para ela. Damon decide ajudar Elena por conta própria e pede para que ela não conte a Stefan. Um estranho, Connor Jordan, chega à cidade e começa a questionar a xerife e a prefeita. As atitudes de Connor logo fazem Stefan concluir que todos estão diante de um caçador de vampiros. Jeremy e Matt são surpreendidos ao verem uma garota que conheciam, April, que retornou à Mystic Falls e se matriculou na escola. Em um evento, Elena quase perde o controle até Caroline ajudá-la. Finalmente, Damon confessa o que sente para um amigo inesperado. Bonnie e Tyler também estão no episódio. |         |                                                                    |                    |                                        |                         |                            |
| 3 | 69      | "The Rager (Ira)"                                                  | Lance Anderson     | Brian Young                            | 25 de outubro de 2012   | 2.87                       |
| Connor continua sua busca para descobrir os segredos de Mystic Falls e tenta convencer Jeremy a trabalhar com ele. Com a ajuda de Meredith Fell, Damon e Klaus interrogam Connor, mas o confronto toma um rumo fatal. Tentando manter sua nova vida tão normal quanto possível, Elena está determinada a continuar seu último ano na escola de Mystic Falls, com o apoio de Matt e Caroline. A chegada de Rebekah à escola torna difícil para Elena controlar sua raiva, mas ela descobre que enfrentar Rebekah pode ser extremamente perigoso. Mais tarde, Rebekah percebe que está sozinha, e se aproxima de April. Stefan leva Elena em um emocionante passeio de moto, se esforçando para mostrar a ela que a vida ainda pode ser divertida. Tyler recebe uma visita surpresa de Hayley, uma lobisomem, que o ajudou a quebrar seu vínculo com Klaus. Preocupado com Elena e com as suas próprias emoções, Stefan pede conselhos à simpatica Caroline.                  |         |                                                                    |                    |                                        |                         |                            |
| 4 | 70      | "The Five (Os Cinco)"                                              | Joshua Butler      | Brett Matthews & Rebecca Sonnenshine   | 1 de novembro de 2012   | 3.27                       |
| Damon vai com Elena e Bonnie visitar Whitmore College, onde o Professor Shane está dando aulas de Estudos Ocultos que eram ministradas pela avó de Bonnie. Numa festa à fantasia da fraternidade, Damon leva vantagem da cena selvagem para dar à Elena a lição de escolher uma vítima. Rebekah tentará comprar o perdão de Matt, mas ela fica intrigada com a notícia inesperada de Klaus. Quando Stefan pergunta para Klaus sobre os motivos de Connor, Klaus revela que houve um encontro há muito tempo com um poderoso grupo de caçadores de vampiros, mas é Rebekah quem fornece a informação que atordoa Stefan. |         |                                                                    |                    |                                        |                         |                            |
| 5 | 71      | "The Killer (O Matador)"                                           | Chris Grismer      | Michael Narducci                       | 8 de novembro de 2012   | 3.02                       |
| Stefan e Klaus formam uma aliança para tentar conter o perigo que Connor desencadeou na cidade. Quando Connor leva Jeremy, Matt e April refém no Grill, Stefan e Damon têm um desacordo sério sobre a melhor forma de agir, e Elena fica novamente presa entre os dois irmãos. A situação rapidamente se torna violenta quando Klaus envia um de seus híbridos, Dean para enfrentar Connor. Caroline fica surpresa ao encontrar Hayley na mansão Lockwood. Enquanto isso, o professor Shane trabalha com Bonnie para ajudá-la a superar seu medo e culpa. |         |                                                                    |                    |                                        |                         |                            |
| 6 | 72      | "We All Go A Little Mad Sometimes (Todo Mundo se Zanga às Vezes)"  | Wendy Stanzler     | Evan Bleiweiss & Julie Plec.           | 15 de novembro de 2012  | 2.84                       |
| Alucinações aterrorizantes deixam Elena abalada e confusa, fazendo-a cometer um perigoso erro. Depois de dar para Stefan algumas notícias preocupantes sobre Elena, Klaus resolve tomar conta do assunto com as próprias mãos. Professor Shane revela a história de uma magia antiga para Damon e Bonnie. Com a ajuda de Klaus e Stefan, Jeremy começa um novo capítulo em sua vida. Finalmente, Elena faz uma confissão pessoal e dolorosa para Stefan, e Matt conta informações surpreendentes para Damon sobre o Professor Shane. |         |                                                                    |                    |                                        |                         |                            |
| 7 | 73      | "My Brother’s Keeper (O Guardião do Meu Irmão)"                    | Jeffre Hunt        | Caroline Dries & Elisabth R. Finch     | 29 de novembro de 2012  | 2.86                       |
| Caroline dá o seu melhor para estar lá para Stefan e Elena em um momento difícil. Damon tenta convencer Stefan a ajudá-lo a descobrir os motivos do Professor Shane, mas Stefan está decidido a realizar um plano diferente com Klaus. No anual Concurso Miss Mystic Falls, Elena e Caroline dão conselhos sobre o que vestir para April, enquanto Tyler e Hayley trabalham juntos em um projeto secreto, Damon confronta o Professor Shane com suas suspeitas. Alarmado com os pesadelos vívidos, Jeremy pede ajuda a Matt, mas a situação se agrava mais cedo do que qualquer um esperava. A medalhista Olímpica de Ouro Gabrielle Douglas, faz uma participação. |         |                                                                    |                    |                                        |                         |                            |
| 8 | 74      | "We'll Always Have Bourbon Street (Sempre Teremos Bourbon Street)" | Jesse Warn         | Charlie Charbonneau & Molina José      | 6 de dezembro de 2012   | 2.42                       |
| Quando Stefan confronta Damon com uma suspeita sobre Elena, Damon não tem escolha a não ser ajudar o irmão em uma investigação. Procurando por respostas, Damon e Stefan visitam New Orleans com o objetivo de encontrar alguém que se lembre dos eventos ocorridos em 1942, incluindo uma ex de Damon, Charlotte. Elena, Caroline e Bonnie fazem uma " Noite de Garotas" enquanto os irmãos Salvatore estão fora da cidade, e as emoções dominam a situação quando Elena conta notícias chocantes. Com a insistência de Hayley, Tyler enfrenta um dos híbridos de Klaus, Kimberly, e a situação rapidamente fica violenta. Finalmente, Damon é confrontado com uma dolorosa decisão. |         |                                                                    |                    |                                        |                         |                            |
| 9 | 75      | "O Come, All Ye Faithful ('Vinde os que Tem Fé)"                   | Pascal Verschooris | Michael J. Cinquemani & Julie Plec     | 13 de dezembro de 2012  | 2.81                       |
| Enquanto as ruas de Mystic Falls são preenchidas com enfeites, Stefan e Caroline discordam de Tyler sobre como lidar com os híbridos de Klaus. Quando Caroline faz uma proposta para resolver o problema, Hayley deixa dramaticamente claro que não vai ajudá-los. Horas depois, Klaus faz uma descoberta que causa caos e violência. Por outro lado, Elena e Damon viajam até a Casa do Lago Gilbert para ajudar Jeremy a lidar com demônios internos com a ajuda de Bonnie e Professor Shane, que revela uma história que deixam todos sem palavras.Klaus afoga a mãe de Tyler. Matt também está no episódio. |         |                                                                    |                    |                                        |                         |                            |
| 10 | 76      | "After School Special (Reunião Escolar)"                           | David Von Ancken   | Brett Matthews                         | 17 de janeiro de 2013   | 2.95                       |
| Aparecendo de repente na escola de Mystic Falls, Rebekah não perde tempo tentando forçar Stefan, Elena e Caroline a responderem suas perguntas sobre a busca da cura e também revelando informações sobre Elena. Quando o pai de Bonnie, Rudy Owens, aceita o cargo de prefeito, proteger a sua filha torna-se uma prioridade para ele, mas Bonnie não está totalmente confortável com o papel que ele quer ocupar em sua vida. O professor Shane segue incentivando Bonnie a crer nos seus poderes, mas logo se encontra em perigo quando resolve fazer essa revelação a uma pessoa errada. Além do mais, Caroline faz tudo o possível para consolar Tyler depois de um confronto violento. Enquanto isso, na casa do lago, Damon e Matt treinam Jeremy, tentando tirar todo o seu potencial de caçador, mas Klaus está impaciente com o seu progresso e logo intervém para acelerá-lo.                                                                                    |         |                                                                    |                    |                                        |                         |                            |
| 11 | 77      | "Catch Me If You Can (Vem me Pegar)"                               | John Dahl          | Brian Young & Michael Narducci         | 24 de janeiro de 2013   | 2.71                       |
| Jeremy fica furioso quando Klaus tenta controlá-lo colocando a vida de Matt em perigo. Damon treina Jeremy para que ele mate os novos vampiros de Klaus, mas eles descobrem que Kol já fez isso. Kol deixa claro que não irá parar por nada, até que convencer a todos a falarem sobre a busca da cura. Procurando por um novo aliado, Rebekah lembra Stefan de que eles eram amigos bem próximos. Quando a Xerife Forbes e o Prefeito Hopkins (ator convidado Rick Worthy) perguntam a Shane sobre seu envolvimento com as mortes do Conselho dos Fundadores, Bonnie o pressiona com suas próprias perguntas e as respostas de Shane acabam chegando a borda de seus poderes. Elena negocia com Klaus para deixar Jeremy a salvo, mas quando um perigo de repente aparece de um inimigo totalmente inesperado, Elena chega com seu próprio plano ousado para Jeremy. |         |                                                                    |                    |                                        |                         |                            |
| 12 | 78      | "A View To A Kill (Vista Para Morte)"                              | Brad Turner        | Rebecca Sonnenshine                    | 31 de janeiro de 2013   | 2.56                       |
| Quando Rebekah recusa o apelo de Klaus para parar Kol e proteger Jeremy , Klaus pede ajuda a Stefan. Depois de um confronto de raiva com seu pai, Prefeito Hopkins (estrela convidada Rick Worthy), sobre a sua abordagem não convencional para acabar com a violência em Mystic Falls, Bonnie tem um encontro assustador com Kol, seguido por um visitante inesperado. Klaus complica ainda mais os sentimentos já tensos entre Stefan e Damon, revelando um pouco da vida pessoal de Stefan e então surpreende Damon pedindo conselhos pessoais. Elena conta a Stefan sobre seu perigoso plano para Jeremy, deixando Stefan em uma situação difícil. Quando o Baile da década de 80 na escola de Mystic Falls é cancelado pelo Prefeito Hopkins, Stefan encontra uma maneira encantadora de fazer as pazes com uma Rebekah desapontada. |         |                                                                    |                    |                                        |                         |                            |
| 13 | 79      | "Into the Wild (Selva)"                                            | Michael Allowitz   | Caroline Dries                         | 7 de fevereiro de 2013  | 2.50                       |
| Shane lidera uma expedição para uma ilha deserta na costa da Nova Escócia, onde ele acredita que o segredo da cura está escondido. Na caminhada para o interior da ilha, Rebekah e Elena continuam sua rivalidade, Stefan faz o seu melhor para manter a paz, e Damon acusa Shane de levá-los para uma armadilha. Bonnie e Jeremy tentam descobrir a mensagem da marca de caçador, enquanto Shane revela mais sobre a lenda de Silas e Qetsiyah, juntamente com a sua história pessoal. De volta a Mystic Falls, Tyler enfrenta Klaus e Caroline está presa na violência que se segue. |         |                                                                    |                    |                                        |                         |                            |
| 14 | 80      | "Down the Rabbit Hole (Na Toca do Coelho)"                         | Chris Grismer      | Jose Molina                            | 14 de fevereiro de 2013 | 2.31                       |
| Na ilha, Damon se depara com um caçador chamado Vaughn e percebe que ele é um dos Cinco. Ao mesmo tempo, Stefan confessa a Elena seus verdadeiros sentimentos a respeito da possibilidade de se tornar humano. Quando uma nova e impressionante informação a respeito da cura é revelada, ela muda o jogo para todos os participantes. Enquanto isso, Jeremy ajuda Bonnie a reconhecer o que é real e o que não passa de uma ilusão, enquanto Shane recebe conforto de Caitlin, uma mulher de seu passado. De volta a Mystic Falls, Caroline e Tyler percebem que as tentativas de traduzir o código na espada são inúteis sem a ajuda de Klaus, mas o Original possui suas próprias razões para solucionar o quebra-cabeça |         |                                                                    |                    |                                        |                         |                            |
| 15 | 81      | "Stand By Me (Fica do meu Lado)"                                   | Lance Anderson     | Julie Plec                             | 21 de fevereiro de 2013 | 2.91                       |
| Quando Stefan volta para Mystic Falls com Elena e Jeremy, Caroline fica imediatamente preocupada com o estado de espírito de Elena. Stefan recorre a Dra. Fell e Matt por ajuda. Ainda na ilha, Damon retransmite notícias sombrias a Rebekah, e fica surpreso com a sua reação. Juntos, Damon e Rebekah aprendem um pouco sobre uma história recente de Vaughn. Todos ficam horrorizados quando Bonnie revela o resto do plano de Shane. Finalmente, depois de Damon fazer o melhor para ajudar, Elena aparece com seu próprio plano. |         |                                                                    |                    |                                        |                         |                            |
| 16 | 82      | "Bring it On (Pro que Der e Vier)"                                 | Jesse Warn         | Elisabeth R. Finch & Michael Narducci  | 14 de março de 2013     | 2.41                       |
| Elena tem uma nova perspectiva, levando Stefan e Damon a concordar que voltar à rotina normal de escola é o melhor para ela. Caroline fica surpresa quando Elena decide voltar para a equipe de líder de torcida, mas a alegria se transforma em choque quando o comportamento de Elena prova ser perigoso. Sem desistir da busca pela cura, Damon e Rebekah trabalham juntos até uns conselhos indesejados a pega de surpresa. Klaus usa Hayley para conseguir informações das quais esta atrás e faz uma descoberta intrigante nesse processo. Enquanto isso, Elena entediada dá uma festa e se envolve em uma briga feia. |         |                                                                    |                    |                                        |                         |                            |
| 17 | 83      | "Because The Night (Porque à Noite)"                               | Garreth Stover     | Brian Young & Charlie Charbonneau      | 21 de março de 2013     | 2.65                       |
| Percebendo que Elena precisa de um tempo longe de Mystic Falls, Damon a leva para a cidade de Nova York, onde ele viveu e festejo momentos difíceis no anos 70. Quando Rebekah aparece também em Nova York, ela fica impressiona com a agenda secreta de Elena. Flashbacks mostram a vida hedonística de Damon num clube subterrâneo e um encontro complicado com Lexi. Enquanto isso, Caroline e Stefan tentam convencer Klaus que seria do seu interrese ajudá-los a rastrear Silas e Bonnie luta para conseguir controlar seus poderes e fazer a coisa certa. |         |                                                                    |                    |                                        |                         |                            |
| 18 | 84      | "American Gothic (Gótico Americano)"                               | Kellie Cyrus       | Jose Molina & Evan Bleiweiss           | 28 de março de 2013     | 2.46                       |
| Elena e Rebekah partem em busca de Katherine e vão parar em uma cidade pequena na Pennsylvania, aonde Elena tem um encontro surpreendente com um velho conhecido - Elijah. Stefan e Damon estão preocupados com o estado de espírito de Elena e estão determinados a fazer o que for melhor para ela, mas isso vai deixar claro que será difícil ajuda-la. Damon não tem certeza de como reagir quando Stefan revela seu plano inesperado para o futuro. Enquanto isso, em Mystic Falls, Klaus recebe a ajuda relutante de Caroline e chega a uma nova compreensão dos poderes de Silas. |         |                                                                    |                    |                                        |                         |                            |
| 19 | 85      | "Pictures of You (Fotos Suas)"                                     | Chris Grismer      | Neil Reynolds & Caroline Dries         | 18 de abril de 2013     | 2.14                       |
| Depois de tomar uma decisão que enfurece Klaus, Elijah propõe um desafio de mudança de vida para Rebekah. Caroline descobre que seus planos cuidadosamente definidos para a noite do baile de formatura, são interrompidos por Elena, então pede uma solução para Klaus. Determinados a ficarem de olho em Elena, Damon e Stefan participam do baile, mas a noite começa a ficar fora de controle apesar de todos os seus esforços. Quando Elena de repente ataca de uma forma que ninguém imaginava, Matt vai até Rebekah pedir ajuda. Finalmente, Bonnie faz uma descoberta assustadora, e Klaus recebe uma mensagem que pode mudar tudo. |         |                                                                    |                    |                                        |                         |                            |
| 20 | 86      | "The Originals (Os Originais)"                                     | J. Miller Tobin    | Julie Plec                             | 25 de abril de 2013     | 2.24                       |
| Agindo sobre uma misteriosa dica de que algo está sendo tramada contra ele em Nova Orleans, Klaus faz uma viagem para a cidade que ele e sua família ajudaram a construir. Os questionamentos de Klaus o levam para um encontro com seu antigo protegido, Marcel (estrela convidada Charles Michael Davis), um carismático vampiro que tem total controle sobre os habitantes humanos e sobrenaturais de Nova Orleans. Determinado a ajudar seu irmão a encontrar a redenção, Elijah segue Klaus e logo descobre que Hayley também veio ao Bairro Francês procurando por pistas da história de sua família, e caiu nas mãos de uma poderosa bruxa chamada Sophie (estrela convidada Daniella Pineda). Enquanto isso, em Mystic Falls, Damon e Stefan continuam com seu plano para Elena, enquanto Katherine revela uma vulnerabilidade surpreendente para Rebekah e pede para que ela entregue uma mensagem.                                                                |         |                                                                    |                    |                                        |                         |                            |
| 21 | 87      | "She's Come Undone (Ela Se Desfez)"                                | Darnell Martin     | Michael Narducci & Rebecca Sonnenshine | 2 de maio de 2013       | 2.17                       |
| Damon e Stefan tentam, numa abordagem brutal, trazer a humanidade da Elena de volta, e Caroline fica frustrada quando sua tentativa de ajudar sai pela culatra. Quando Elena descobre uma maneira desmascarar o “blefe” dos irmãos Salvatore, eles pedem ajuda de uma fonte surpreendente. Matt dá Rebekah alguns conselhos não pedido sobre suas escolhas de vida, e ela tenta ajudá-lo em troca. Caroline tem um encontro confuso e perigoso com Klaus, e Katherine suspeita quando Bonnie faz uma proposta que ela garante que irá beneficiar as duas. |         |                                                                    |                    |                                        |                         |                            |
| 22 | 88      | "The Walking Dead (Os Mortos-Vivos)"                               | Rob Wardy          | Brian Young & Caroline Dries           | 9 de maio de 2013       | 2.28                       |
| Enquanto o dia de formatura chega, Caroline tenta distrair Elena em focar numa simples tarefa como mandar avisos, mas Elena não será privada de sua nova obsessão. A Xerife Forbes chama Damon e Stefan para o hospital, onde alguém andou atacando pacientes. Ainda tentando fazer Katherine ajudá-la, Bonnie se recusa a desistir de seu plano para derrotar Silas. Quando uma violenta tempestade de vento causa falta de energia emn Mystic Falls, fantasmas de repente começam a aparecer – alguns com boas intenções, outros loucos por vingança. |         |                                                                    |                    |                                        |                         |                            |
| 23 | 89      | "Graduation (Formatura)"                                           | Chris Grismer      | Caroline Dries & Julie Plec            | 16 de maio de 2013      | 2.24                       |
| No dia da formatura, Mystic Falls é tomada por fantasmas que querem acertar velhas rixas e concretizar seus destinos sobrenaturais. A vida de Damon fica em perigo após um encontro fantasmagórico, enquanto Matt e Rebekah juntam forças para lutar contra um fantasma determinado a encontrar a cura. Conforme todos se preparam para a graduação e os seres sobrenaturais se reúnem, uma ajuda chega através de um herói inesperado. Caroline recebe um presente tocante e surpreendente de formatura, enquanto Bonnie organiza um plano para fechar o véu. Elena toma uma decisão a respeito dos irmãos Salvatore e embarca em um confronto épico com Katherine. Para completar, Stefan descobre uma pista horripilante para o mistério que cerca Silas. |         |                                                                    |                    |                                        |                         |                            |

## Produção
Em 3 de maio de 2012, sete dias antes do final da terceira temporada, a The CW anunciou a série a renovação da série para a sua quarta temporada. e está com estreia prevista para 11 de outubro de 2012. Foi anunciada que a quarta temporada iria estreia em 11 de outubro. Kevin Williamson, Julie Plec, Leslie Morgenstein e Bob Levy serão os produtores executivos desta temporada. As filmagens da quarta temporada foram iniciadas em julho de 2012.

### Elenco
No elenco principal, Nina Dobrev irá interpretar Elena Gilbert e Katherine Pierce. Paul Wesley, Ian Somerhalder, Steven R. McQueen, Candice Accola, Katerina Graham e Zach Roerig irão interpretar Stefan Salvatore, Damon Salvatore, Jeremy Gilbert, Caroline Forbes, Bonnie Bennett, Matt Donovan respectivamente e Joseph Morgan como Klaus.
Já Michael Trevino, como foi visto na season finale da terceira temporada além de interpretar o hibrido Tyler Lockwood, Trevino também irá viver o vilão Klaus (somente no 1º episódio).
No elenco recorrente,estão Claire Holt como Rebekah, Daniel Gillies como Elijah, Nathaniel Buzolic como Kol, Susan Walters como Carol Lockwood, Torrey DeVitto como Meredith Fell,Persia White como Abby Wilson, Marguerite MacIntyre como Sheriff Forbes e uma participação de Matthew Davis como Alaric Saltzman.
Em agosto foi anunciado que Phoebe Tonkin,David Alpay, Todd Williams e Grace Phipps entraram para o elenco recorrente desta temporada. Tonkin viverá Hayley, uma amiga selvagem de Tyler, que é descrita como uma garota de espírito livre e extremamente sexy. Todd Williams viverá Connor, um caçador de vampiros descrito como "uma máquina treinada para matar" que irá morar em Mystic Falls. Phipps interpretará April Young uma garota de 16 anos natural de Mystic Falls que volta a cidade natal depois de uma morte na sua família. E David vai interpretá Shane,um misterioso professor.
A atriz Arielle Kebbel que fez algumas aparições na série como a vampira Lexi, amiga de Stefan que foi morta por Damon na 1ª temporada aparecerá em alguns episódios,também haverá participações de Jasmine Guy como Sheila Bennett,Ricky Worthy será Rudy Hopkins,pai de Bonnie, Alyssa Diaz interpretá Kimberly,uma garota que se torna uns dos híbridos do Klaus,Micah Parker será Adrian,híbrido amigo de Kimberly e Tyler,Paul Telfer será Alexander,um caçador que namorou Rebekah antes de ser morto por Klaus, Charlie Bewley interpreta Vaughn, que assim como Connor é um caçador de vampiro, membro dos cinco e Camille Guaty como Caitlin, a esposa morta do Professor Shane, que irá revelar informações sobre ele. Cynthia Addai-Robinson interpretará Aja, uma bruxa poderosa que tem uma ligação com a mãe de Bonnie, que virá á Mystic Falls para ajudar Bonnie a controlar seus poderes,Michael Reilly Burke como Pastor Young,pai de April e que ele explode o conselho no primeiro episódio,e por fim,Raymond Scott Parks ficará no elenco de apoio interpretando Silas.
O vilão Silas,aparecerá nos corpos de vários personagens,por causa de sua técnica,seu verdadeiro rosto será revelado no último episódio.
Em fevereiro de 2013, foi anunciado que a atriz Daniella Pineda interpretará a bruxa Sophie no vigésimo episódio desta temporada, intitulado de "The Originals". Esse episódio servirá como um piloto-backdoor para um possível spin-off, que irá girar em torno dos vampiros Originais durante sua passagem no bairro frânces de Nova Orleans. Se a série ganhar uma temporada durante 2013-2014, Pineda provavelmente entrará para o elenco regular da série,junto com Pineda estão Charles Michael Davis como Marcel,o vampiro que comanda Nova Orleans e Leah Pipes como Camille, uma humana.

## Audiência
| #  | Título                             | Exibição               | 18–49 rating (Live + SD) | Audiência (em milhões) increase | Total 18-49 increase | Audiência total (em milhões) | Ref    |
| -- | ---------------------------------- | ---------------------- | ------------------------ | ------------------------------- | -------------------- | ---------------------------- | ------ |
| 1  | "Growing Pains"                    | 12 de outubro de 2012  | 1.6                      | 0.95                            | 2.1                  | 4.43                         | [ 17 ] |
| 2  | "Memorial"                         | 19 de outubro de 2012  | 1.3                      | 1.33                            | 1.9                  | 4.24                         | [ 18 ] |
| 3  | "The Rager"                        | 26 de outubro de 2012  | 1.3                      | 1.54                            | 2.0                  | 4.41                         | [ 19 ] |
| 4  | "The Five"                         | 1 de novembro de 2012  | 1.5                      | TBA                             | TBA                  | TBA                          |        |
| 5  | "The Killer"                       | 8 de novembro de 2012  | 1.5                      | 1.05                            | 1.9                  | 4.07                         | [ 20 ] |
| 6  | "We All Go a Little Mad Sometimes" | 15 de novembro de 2012 | 1.3                      | 1.19                            | 1.7                  | 4.03                         | [ 21 ] |
| 7  | "My Brother's Keeper"              | 29 de novembro de 2012 | 1.4                      | 1.43                            | 2.1                  | 4.29                         | [ 22 ] |
| 8  | "We'll Always Have Bourbon Street" | 6 de dezembro de 2012  | 1.2                      | 1.21                            | 1.8                  | 3.63                         | [ 23 ] |
| 9  | "O Come, All Ye Faithful"          | 13 de dezembro de 2012 | 1.3                      | 1.51                            | 2.0                  | 4.32                         | [ 24 ] |
| 10 | "After School Special"             | 17 de janeiro de 2013  | 1.4                      | 1.26                            | 2.0                  | 4.21                         | [ 25 ] |
| 11 | "Catch Me If You Can"              | 24 de janeiro de 2013  | 1.3                      | 1.46                            | 2.0                  | 4.17                         | [ 26 ] |
| 12 | "A View To Kill"                   | 31 de janeiro de 2013  | 1.3                      | 1.17                            | 1.9                  | 3.73                         | [ 27 ] |